# Il Federalista

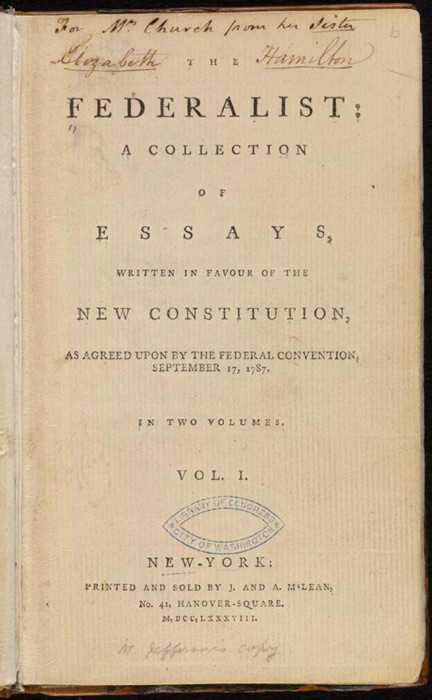
Frontespizio della prima edizione del Federalista (1788)

Il Federalista (in inglese The Federalist o The Federalist Papers) è una raccolta di 85 articoli o saggi scritti con lo scopo di convincere i membri dell'assemblea dello Stato di New York a ratificare la Costituzione degli Stati Uniti d'America. Settantasette di essi apparvero in tre giornali di New York tra l'ottobre 1787 e l'agosto 1788, tutti firmati con lo pseudonimo "Publius". Furono poi pubblicati, con l'aggiunta di altri otto, in un'edizione in due volumi: The Federalist; or, The New Constitution dall'editore J. and A. McLean nello stesso 1788. Il corretto titolo originale della serie è The Federalist; il titolo The Federalist Papers entrò nell'uso soltanto nel XX secolo.
Il Federalista resta tuttora una fonte primaria per l'interpretazione della Costituzione degli Stati Uniti, poiché i saggi che lo compongono offrono una visione lucida e convincente del nuovo sistema di governo che essa aveva l'obiettivo di istituire. Gli autori del Federalista desideravano sia sostenere il voto a favore della ratifica della Costituzione, sia influenzare le sue future interpretazioni. Secondo lo storico Richard B. Morris, i saggi sono una "incomparabile esposizione della Costituzione, un classico di scienza politica insuperato, sia in ampiezza che in profondità, dall'opera di alcun successivo autore statunitense".
All'epoca della pubblicazione, l'identità degli autori degli articoli fu mantenuta segreta, ma alcuni tra i lettori più acuti ipotizzarono che fossero stati scritti da Alexander Hamilton, James Madison e John Jay. Quest'ipotesi fu confermata dopo la morte di Hamilton nel 1804, quando fu reso pubblico un elenco che rivelava la paternità dei singoli saggi.
Gli autori utilizzarono lo pseudonimo "Publius" in onore di Publio Valerio Publicola, uno dei primi consoli dell'antica repubblica romana. Tutti e tre ebbero ruoli di grande rilievo nella vita politica delle colonie inglesi in Nord America e poi degli Stati Uniti a cavallo tra Settecento e Ottocento, e Hamilton e Madison furono tra i più attivi partecipanti alla Convenzione che scrisse la Costituzione. Anche se alcuni storici attribuiscono un ruolo rilevante a Thomas Jefferson, è a Madison che oggi viene attribuita la maggiore influenza nella stesura della Costituzione (Madison è spesso chiamato "padre della Costituzione", anche se egli stesso rifiutò ripetutamente di essere definito tale). Madison fece poi parte della Camera dei Rappresentanti (1789-1797) in cui ebbe grande influenza; fu Segretario di Stato (1801-1809) e infine fu il quarto Presidente degli Stati Uniti (1809-1817). Hamilton, che era stato uno dei principali sostenitori della riforma costituzionale nazionale negli anni '80 del Settecento, nel 1789 divenne il primo Segretario del tesoro, e detenne questa posizione fino al 1795 quando si dimise. John Jay, che era stato Segretario per gli Affari Esteri all'epoca degli Articoli della Confederazione dal 1784 fino alla loro abrogazione nel 1789, divenne il primo Giudice Capo degli Stati Uniti nel 1789, e lasciò questa carica nel 1795 quando fu eletto governatore dello stato di New York (carica che detenne fino al 1801).

## Storia

### Origini

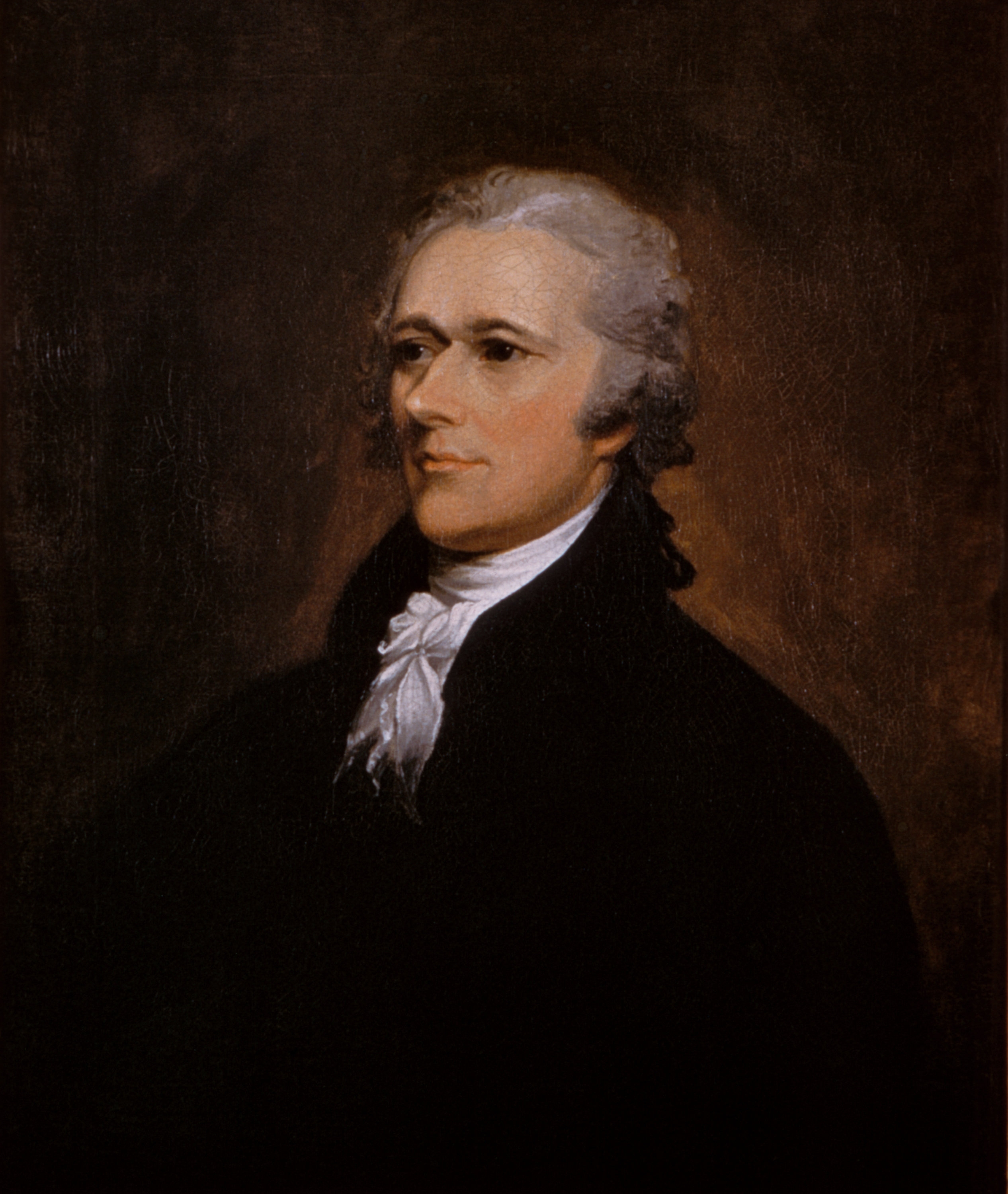
Alexander Hamilton, autore della maggior parte dei saggi del Federalista

La Convenzione Federale inviò la proposta di nuova Costituzione al Congresso della confederazione, che alla fine del settembre 1787 la trasmise agli stati per la ratifica. Subito la Costituzione divenne bersaglio di numerosi attacchi in articoli e lettere pubbliche scritte dai suoi avversari. Ad esempio, due di essi che si servivano degli pseudonimi di "Cato" e "Brutus" cominciarono a scrivere su giornali di New York il 27 settembre e il 18 ottobre. Hamilton decise di intraprendere un'esposizione e una difesa ampia e pacata della nuova Costituzione in risposta agli oppositori della ratifica, rivolgendosi al popolo dello stato di New York. Egli scrisse nel primo dei saggi che la serie aveva "l'obiettivo di fornire una risposta soddisfacente a tutte le obiezioni che saranno apparse, e che possano attrarre in qualche modo la vostra attenzione."
Hamilton si procurò dei collaboratori per il progetto. Ottenne l'aiuto di John Jay, che dopo aver scritto quattro validi saggi (i numeri 2-5) si ammalò e ne fornì soltanto un altro (il n. 64), anche se poi pubblicò nella primavera del 1788 un pamphlet, An Address to the People of the State of New-York, che riassumeva i suoi argomenti a favore della Costituzione (Hamilton lo citò con approvazione nel saggio n. 85). James Madison, che si trovava a New York in qualità di rappresentante della Virginia al Congresso della Confederazione, fu contattato da Hamilton e Jay e divenne il principale collaboratore di Hamilton nell'impresa. A quanto risulta, Hamilton chiese l'aiuto anche di Gouverneur Morris e William Duer; Morris non volle partecipare, e Hamilton non accettò tre saggi scritti da Duer. Ma quest'ultimo in seguito scrisse a loro sostegno firmandosi come "Philo-Publius", o "Amico di Publius".
Hamilton scelse "Publius" come pseudonimo con il quale indicare l'autore della serie. Molti altri pezzi sia a favore sia contro la Costituzione erano stati pubblicati sotto pseudonimi romani; Furtwangler sostiene che "'Publius' era una scelta migliore rispetto a 'Caesar' o 'Brutus' o anche a 'Cato' (Catone). Publio Valerio non fu un tardo difensore della repubblica ma uno dei suoi fondatori; il suo nome più noto, Publicola, significava 'amico del popolo'." Non era la prima volta che Hamilton aveva usato questo pseudonimo: nel 1788 aveva firmato con esso tre lettere che criticavano Samuel Chase.

### Pubblicazione

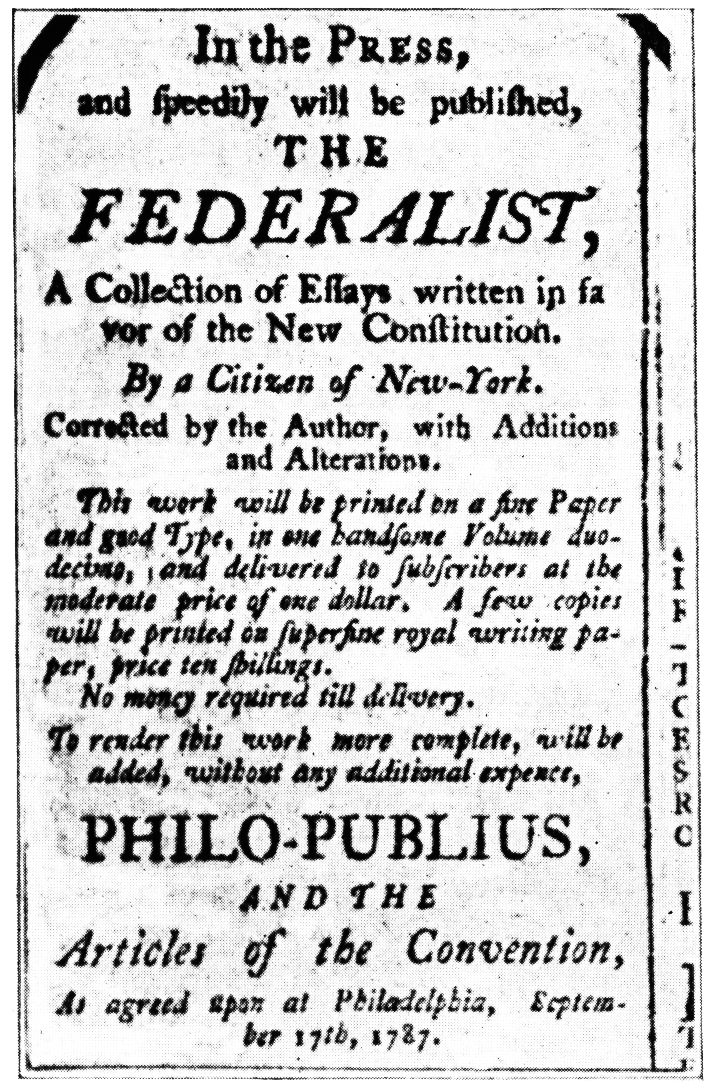
Un annuncio pubblicitario per Il Federalista

I saggi del Federalista apparvero in tre giornali di New York: l'Independent Journal, il New-York Packet, e il Daily Advertiser a partire dal 27 ottobre 1787. I tre autori lavorarono a ritmo piuttosto veloce, arrivando a pubblicare anche tre o quattro articoli la settimana. Garry Wills osserva che il rapido andamento della produzione era tale da sopraffare ogni possibile risposta: "Chi, avendo a disposizione tempo in abbondanza, sarebbe stato in grado di rispondere a una tale raffica di argomenti? Ma il tempo non fu concesso." Hamilton inoltre promosse la ristampa dei saggi in giornali non newyorchesi, e infatti essi furono pubblicati anche in altri stati in cui il dibattito sulla ratifica era in corso. Ma la pubblicazione al di fuori di New York fu irregolare, e in altre parti del paese furono spesso messi in ombra dagli scritti di autori locali.
La domanda elevata condusse alla ripubblicazione dei saggi in forma più permanente. Il 1º gennaio 1789 l'editore newyorchese J. & A. McLean annunciò che avrebbe stampato i primi 36 saggi in volume rilegato; il volume uscì il 2 marzo con il titolo The Federalist. Nel frattempo altri saggi continuavano ad apparire nei giornali: il n. 77 fu l'ultimo ad avere la prima pubblicazione su giornale, il 2 aprile. Un secondo volume rilegato contenente gli altri 49 saggi uscì il 28 maggio. Anche gli ultimi otto saggi aggiunti furono poi pubblicati sui giornali.
Alcune edizioni successive hanno particolare rilievo. Un'edizione francese del 1792 pose fine all'anonimato degli autori, poiché recava che l'opera era stata scritta da "MM Hamilton, Maddisson E Gay" cittadini dello stato di New York. Nel 1802 George Hopkins pubblicò negli Stati Uniti un'edizione che riportava i nomi dei tre autori. Hopkins avrebbe voluto inoltre che "il nome dell'autore fosse preposto a ciascun numero", ma Hamilton si oppose e l'attribuzione dei saggi ai singoli autori restò ancora un segreto.
Dopo la morte di Hamilton nel 1804 fu reso pubblico un elenco steso da questi, in base al quale egli ne avrebbe scritti circa i tre quarti, tra cui alcuni che sembrava più probabile attribuire a Madison (i numeri 49-58, 62, 63). In base alle indagini dello storico Douglass Adair compiute nel 1944, l'attribuzione dei saggi ai tre autori dovrebbe essere la seguente:
- Alexander Hamilton: 51 articoli (nn. 1, 6-9, 11-13, 15-17, 21-36, 59-61, e 65-85);
- James Madison: 26 articoli (nn. 10, 14, 37-58 e 62-63);
- John Jay: 5 articoli (nn. 2-5 e 64);
- i numeri 18-20 furono scritti in collaborazione da Madison e Hamilton.[2]

Questi risultati furono confermati nel 1964 da un'analisi dei testi eseguita con metodi informatici.

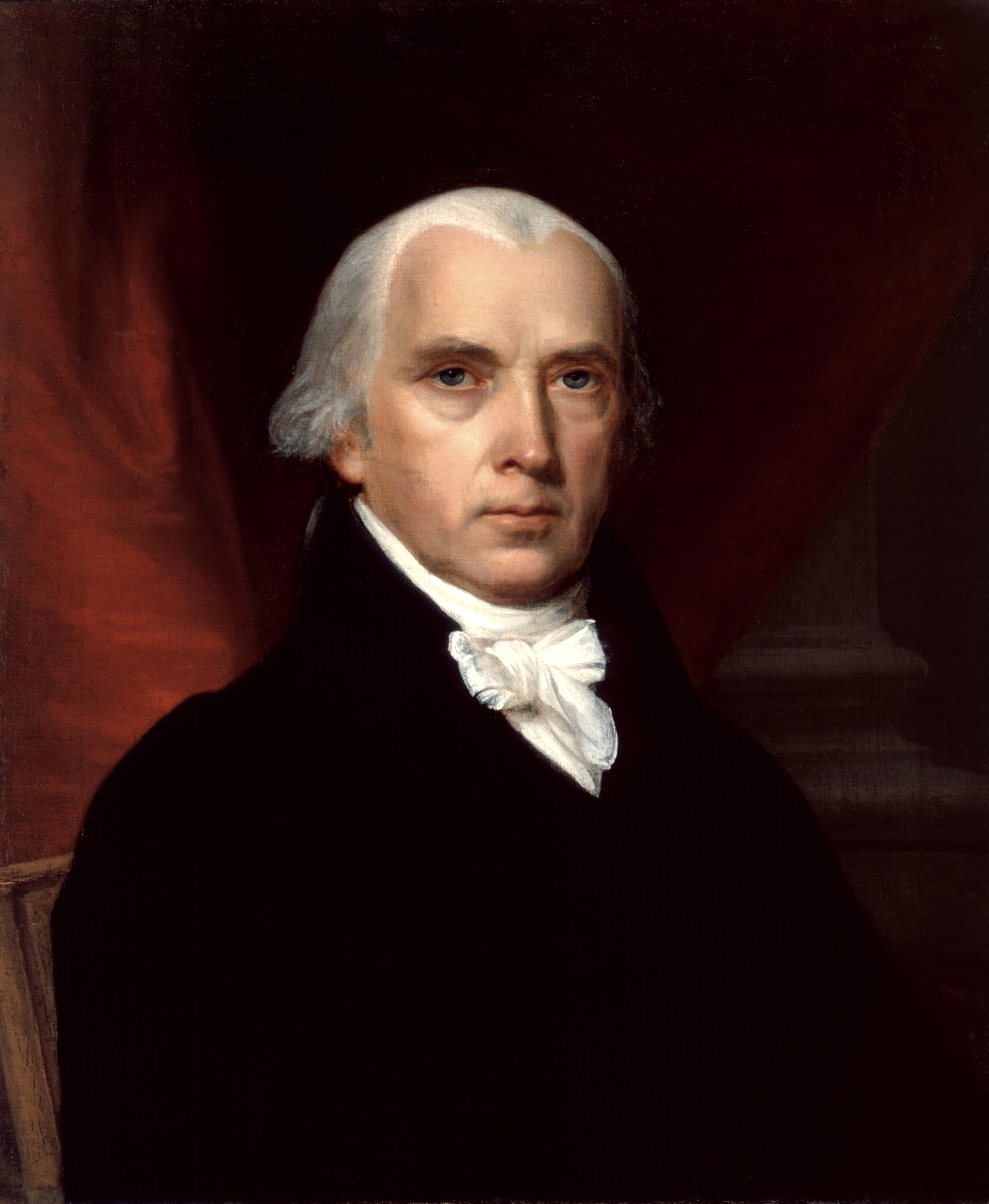
James Madison, principale collaboratore di Hamilton, e in seguito Presidente degli Stati Uniti e "Padre della Costituzione"

La prima ad assegnare ciascun saggio al suo autore fu un'edizione del 1810 che si basò su un elenco lasciato da Hamilton; quest'edizione occupava due volumi della raccolta delle opere di Hamilton. Nel 1818 Jacob Gideon pubblicò una nuova edizione con una diversa attribuzione degli autori basata su un elenco fornito da Madison; la differenza diede origine a una disputa sulla paternità di una dozzina dei saggi.
In entrambe le edizioni di Hopkins e Gideon ai testi erano state apportate modifiche significative, in genere con il consenso degli autori. Nel 1863 Dawson pubblicò un'edizione che comprendeva i testi originali, sostenendo che dovevano essere mantenuti così com'erano stati scritti in quel particolare momento storico, e non nelle versioni modificate dagli autori anni dopo.
Gli studiosi moderni in genere usano il testo preparato da Jacob E. Cooke per la sua edizione del 1961, che riproduce i testi pubblicati nei giornali per i saggi nn. 1-76 e quelli dell'edizione McLean per i nn. 77-85.

### Saggi di attribuzione dubbia
La paternità di 73 degli 85 saggi del Federalista è certa. Quella degli altri 12 è discussa da alcuni studiosi, ma oggi generalmente i nn. 49-58 sono attribuiti a Madison, i nn. 18-20 sono attribuiti congiuntamente a lui e a Hamilton, e il n. 64 a Jay, anche se prove recenti suggeriscono che anch'esso sia di Madison. La prima attribuzione palese dei saggi ai loro rispettivi autori fu fornita da Hamilton, che, nei giorni precedenti al duello con Aaron Burr che doveva essergli fatale, consegnò al suo avvocato un elenco che specificava l'autore di ciascun saggio. Quest'elenco attribuiva allo stesso Hamilton 63 saggi (di cui tre scritti insieme a Madison), cioè circa i tre quarti del totale, e fu usato come base per l'edizione del 1810 che fu la prima a contenere l'attribuzione dei singoli saggi.
Madison non contestò subito l'elenco di Hamilton, ma ne fornì uno proprio per l'edizione di Gideon del 1818. Madison attribuì 29 saggi a se stesso, e ipotizzò che la differenza rispetto all'elenco di Hamilton "senza dubbio dipendesse dalla fretta con la quale la nota [di Hamilton] fu compilata." Un noto errore nell'elenco di Hamilton (che assegnava a Jay il n. 54 invece del n. 64) sembra confermare quanto sostenuto da Madison.
In varie occasioni sono state eseguite analisi statistiche sulla frequenza dei termini e sullo stile di scrittura per tentare di risolvere i dubbi sull'attribuzione. Quasi tutti questi studi mostrano che i saggi dubbi furono scritti da Madison.

### Influenza sui dibattiti per la ratifica

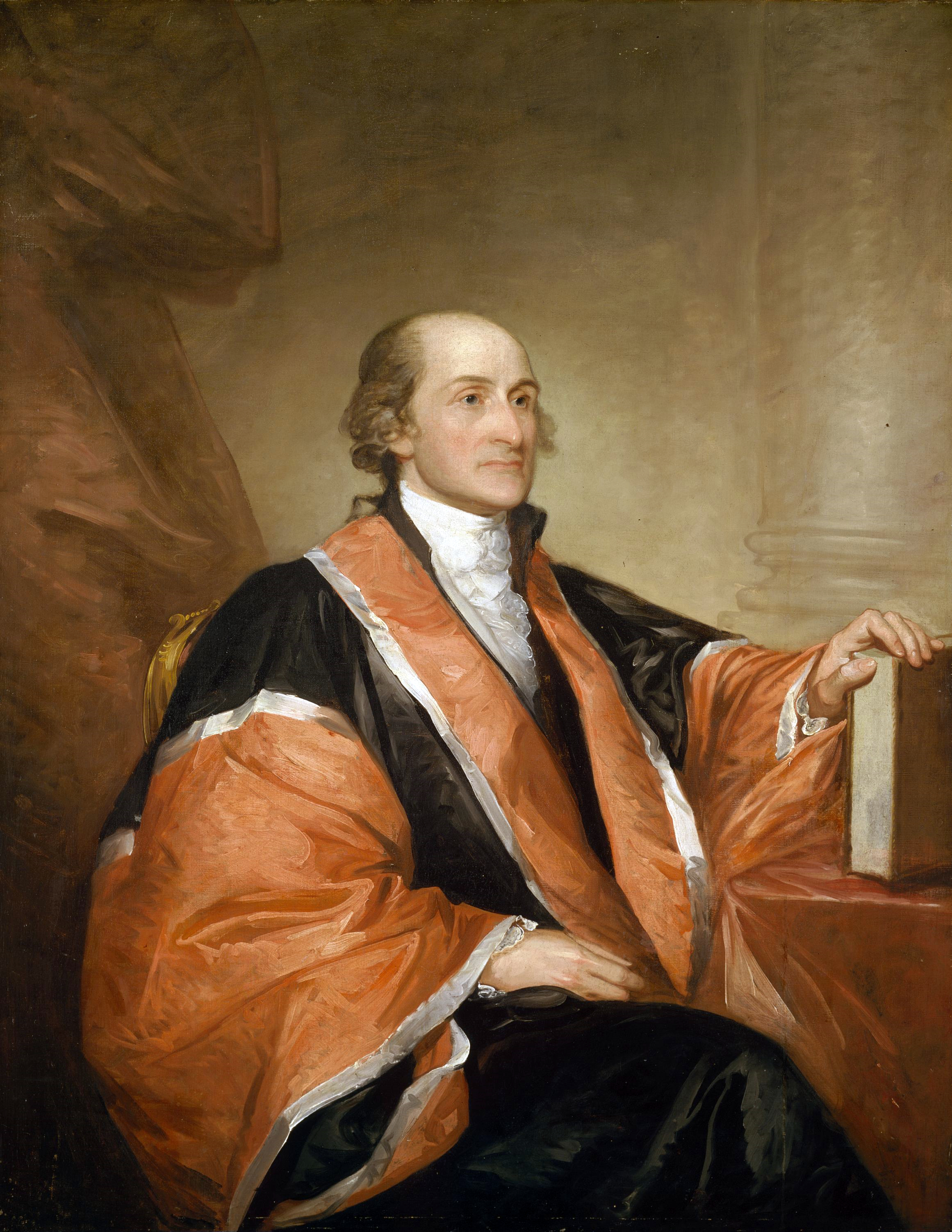
John Jay, autore di cinque saggi del Federalist, in seguito divenne il primo Giudice Capo degli Stati Uniti

I saggi del Federalista furono scritti per sostenere la ratifica della Costituzione, in particolare a New York. È dubbio se essi abbiano avuto successo. Il processo di ratifica si svolgeva in modo indipendente in ciascuno stato, e la stampa dei saggi al di fuori della città fu irregolare e parziale; inoltre quando la serie era giunta ad un punto avanzato, diversi stati importanti avevano già portato a termine la ratifica (ad esempio la Pennsylvania il 12 dicembre). A New York il dibattito si protrasse fino al 26 luglio; il Federalista fu più importante qui che in ogni altro luogo, ma secondo Furtwangler "non poteva certo avere lo stesso peso delle altre forze principali nella contesa per la ratifica"; tra queste vi erano le influenze personali di ben noti federalisti, ad esempio Hamilton e Jay, e anti-federalisti, come il governatore George Clinton. Inoltre, quando infine a New York si giunse al voto, altri dieci stati avevano già ratificato la Costituzione, che quindi era da considerarsi approvata. Bastava la partecipazione di nove stati per costituire la nuova federazione, e la ratifica da parte della Virginia come decimo stato fornì un ulteriore stimolo per quella da parte di New York. In tali circostanze, Furtwangler osserva, "un rifiuto da parte di New York avrebbe posto quello stato in una strana condizione di isolamento."
Per quanto riguarda la Virginia, che ratificò la Costituzione soltanto il 25 giugno alla sua convenzione, Hamilton scrisse in una lettera a Madison che la raccolta dei saggi era stata inviata in quello stato; Furtwangler presume che dovesse fungere da "manuale di discussione per la sua convenzione", ma sostiene anche che questa influenza indiretta sarebbe stata un "dubbio onore". È probabile che nella discussione in Virginia avessero molta più importanza il favore di George Washington per la nuova Costituzione e la presenza alla convenzione di Madison e di Edmund Randolph, allora governatore dello stato, che sostenevano la ratifica.
Un altro scopo a cui il Federalista doveva servire consisteva nel fornire argomenti per il dibattito durante le controversie sulla ratifica, e infatti i sostenitori della Costituzione nelle convenzioni di New York e della Virginia usarono i saggi esattamente per questo.

## Struttura e contenuto
Nel primo dei saggi, che faceva da introduzione alla serie, Hamilton elencò sei argomenti che sarebbero stati trattati negli articoli successivi:
1. "L'utilità dell'UNIONE per la vostra prosperità politica", coperto nei numeri da 2 a 14;
2. "L'insufficienza dell'attuale Confederazione per preservare la detta Unione", trattato nei numeri da 15 a 22;
3. "La necessità di uno stato almeno altrettanto vigoroso di quello proposto per il conseguimento di quest'oggetto", trattato nei numeri da 23 a 36;
4. "La conformità della costituzione proposta ai veri principi dello stato repubblicano", trattato nei numeri da 37 a 84;
5. "La sua analogia alla costituzione del vostro stato", trattato nel n. 85;
6. "La sicurezza aggiuntiva che la sua adozione fornirà alla conservazione di quella forma di stato, alla libertà e alla prosperità", trattato nel n. 85.[24]

Furtwangler nota che mentre la serie si sviluppava questo programma fu alquanto modificato. Il quarto argomento si dilatò fino a divenire una dettagliata discussione dei singoli articoli della Costituzione e delle istituzioni a cui essa dava vita, mentre ai due ultimi argomenti furono riservati soltanto pochi accenni nell'ultimo saggio.
I saggi possono essere suddivisi per autore oltre che per argomento. All'inizio vi furono contributi di tutti i tre autori: dei primi venti, undici furono di Hamilton, cinque di Madison e quattro di Jay. Ma il seguito della serie è dominato da tre lunghe sequenze di un singolo autore: i numeri da 21 a 36 di Hamilton, quelli da 37 a 58 di Madison (scritti mentre Hamilton si trovava ad Albany), e quelli dal n. 65 alla fine di Hamilton (pubblicati dopo che Madison era rientrato in Virginia).
Tra i saggi della raccolta, alcuni hanno particolare rilievo. Il n. 10, in cui Madison discute i mezzi per prevenire il predominio di una fazione maggioritaria e sostiene la preferenza per uno stato di grandi dimensioni retto da una forma repubblicana basata sulla rappresentanza, è generalmente considerato il più importante dal punto di vista teorico. È completato dal n. 14, in cui Madison esamina le dimensioni degli Stati Uniti, le dichiara adatte al genere di stato repubblicano descritto nel n. 10, e conclude con una memorabile difesa della creatività costituzionale e politica della convenzione federale. Nel n. 84, Hamilton sostiene che non vi è bisogno di emendare la Costituzione con l'aggiunta di una "Dichiarazione dei Diritti", poiché le norme già presenti a salvaguardia della libertà equivalgono già a una tale Dichiarazione. Il n. 78, anch'esso scritto da Hamilton, pone le basi della dottrina della revisione giudiziale (cioè da parte dei tribunali federali) della legislazione federale e degli atti dell'esecutivo. Il n. 70 presenta le tesi di Hamilton a favore di un esecutivo monocratico. Nel n. 39, Madison presenta la più chiara esposizione dell'idea federalista così come è stata concepita negli Stati Uniti. Nel n. 51 Madison espone argomenti a favore dell'instaurazione di controlli e bilanciamenti tra gli organi dello stato in un memorabile saggio spesso citato per la sua giustificazione del governo come "la più grande tra tutte le riflessioni sull'umana natura".

### Opposizione alBill of Rights
Un aspetto degno di nota del Federalista (specificamente del n. 84) è la contrarietà a ciò che in seguito sarebbe stato il Bill of Rights (o Dichiarazione dei Diritti). L'idea di aggiungere una dichiarazione dei diritti alla Costituzione suscitò controversie fin dall'inizio, poiché essa, nella sua versione originale, non elencava o proteggeva esplicitamente i diritti dei cittadini, ma piuttosto indicava i poteri dello stato federale e lasciava tutto il resto agli stati e al popolo. Hamilton, autore del n. 84, temeva che un'elencazione esplicita dei diritti avrebbe potuto in seguito essere interpretata come un elenco dei soli diritti che i cittadini avevano.
Ma l'opposizione di Hamilton a una dichiarazione dei diritti era ben lungi dall'essere universale. Robert Yates, che scriveva con lo pseudonimo di Brutus, espresse chiaramente questo punto di vista nel cosiddetto "Anti-Federalista n. 84", affermando che un governo non frenato da una dichiarazione dei diritti avrebbe potuto facilmente degenerare in una tirannide. Altri sostenitori della dichiarazione, come Thomas Jefferson, sostennero che un elenco di diritti non sarebbe stato, e non avrebbe dovuto essere interpretato, come esaustivo: in altre parole, quelli citati erano esempi di diritti importanti di cui i cittadini godevano, ma i cittadini ne avevano anche altri. Gli aderenti a questa scuola di pensiero erano fiduciosi che i tribunali avrebbero interpretato tali diritti in maniera espansiva. La questione fu poi chiarita dal Nono Emendamento alla Costituzione.

## Utilizzo da parte dei tribunali
I giudici federali, quando interpretano la Costituzione, usano spesso il Federalista come resoconto contemporaneo delle intenzioni dei suoi estensori e ratificatori. Sono stati applicati a questioni varianti dai poteri del governo federale in politica estera (in Hines v. Davidowitz, 1941) alla validità delle leggi penali retroattive (in Calder v. Bull del 1798, che sembra essere la prima decisione a citare il Federalista). Fino al 2000 il Federalista era stato citato 291 volte nelle decisioni della Corte Suprema.
Il peso da attribuire al Federalista nell'interpretazione della Costituzione è stato sempre un po' controverso. Già nel 1819 il Giudice Capo John Marshall osservò nel famoso caso McCulloch v. Maryland che "le opinioni espresse dagli autori di quell'opera sono giustamente state considerate degne di grande rispetto nell'interpretare la Costituzione. Nessun omaggio, per quanto grande, può superare i loro meriti; ma nell'applicare le loro opinioni ai casi che possano presentarsi nello svolgersi del nostro governo, il diritto di giudicare della loro correttezza deve essere mantenuto." 
Lo stesso Madison era convinto non solo che il Federalista non fosse un'espressione diretta delle idee dei padri fondatori, ma che quelle stesse idee, e "i dibattiti e le decisioni connesse della Convenzione" non dovevano essere considerati come dotati di "carattere autoritativo." In breve, "il significato legittimo del Documento deve essere derivato dal testo stesso; o se una chiave interpretativa deve essere ricercata altrove, non deve essere nelle opinioni o intenzioni dell'Organo che progettò e propose la Costituzione, ma nel significato attribuitogli dal popolo nelle Convenzioni dei rispettivi stati, in cui ricevette tutta l'Autorità che esso possiede."

### Traduzioni italiane
- Il federalismo. Raccolta di saggi scritti in difesa della Costituzione degli Stati Uniti d'America approvata il 17 settembre 1787 dalla Convenzione federale. Traduzione di Bianca Maria Tedeschini Lalli. Introduzione di Gaspare Ambrosini; con appendici di Guglielmo Negri, Mario D'Addio. Pisa, Nistri-Lischi, 1955
- Il Federalista, a cura di Mario D'Addio e Guglielmo Negri, traduzione di Bianca Maria Tedeschini Lalli. Bologna, Il Mulino, 1980
- Il Federalista, a cura di Gigliola Sacerdoti Mariani, Torino, Giappichelli 1997. ISBN 88-348-7270-3